# Paper Bag Records
Paper Bag Records je kanadské nezávislé hudební vydavatelství a společnost zastupující umělce založená v roce 2002, se sídlem v Torontu, Ontario.

## Historie
Vydavatelství bylo založené se záměrem soustředit se konkrétně na nezávislou indie rockovou scénu v okolí Toronta. Mezi prvními podepsanými umělci byly skupiny Broken Social Scene a Stars se svými průlomovými alby 'You Forgot It In People' a 'Heart'. Album 'You Forgot It In People' skupiny Broken Social Scene získalo ocenění Juno Award pro Nejlepší album roku. Společnost pomohla rozběhnout kariéry, mimo jiných, i skupin controller.controller, Tokyo Police Club a Austra.
Dva roky po sobě (2008 a 2009) získalo vydavatelství Paper Bag Records titul 'Nejlepší vydavatelství' udělované torontským magazínem NOW V roce 2007 bylo zvoleno 14. "Nejlepším indie vydavatelstvím" v publikaci XLR8R.
V roce 2011 byly do širšího výběru na cenu Polaris Music Prize zvolena hned 4 alba umělců podepsaných u Paper Bag; Austra Feel It Break, PS I Love You Meet Me At The Muster Station, The Rural Alberta Advantage Departing a Young Galaxy Shapeshifting. Album skupiny Austra, Feel It Break, se dokonce dostalo do užšího výběru na toto ocenění.
Paper Bag Records v červnu roku 2008 nastartovalo online obchod "Paper Bag Digital", ve kterém je dostupný celý katalog k nákupu a stažení, a to ve formátech mp3 a ve FLACu.
Paper Bag Records vydává také vinyly ve velmi limitovaných vydáních, vždy mezi 300 až 500 kopiemi. Aby byly vinylové desky ještě větším sběratelským unikátem, bývají lisovány na barevné 180 gramové vinyly se sítotiskovým obalem.
V roce 2009 proběhla podstatná změna v managementu společnosti, jehož výsledkem měla být změna identity firmy a napravení celkové imidži. Toronto Star magazín v roce 2011 vydal článek, ve kterém bylo zmíněno, že "vydavatelství prožívá jeden z nejlepších roků své existence". V září roku 2012 se CBC Radio o Paper Bag Records vyjádřilo jako o "jednom z nejvíce vlivných vydavatelství v Kanadě". Po změně v managementu společnosti se k ní připojily skupiny Elliott BROOD, The Rural Alberta Advantage, Born Ruffians, Young Galaxy, Cuff The Duke, PS I Love You, které nyní prožívají úspěch na mezinárodní hudební scéně. V létě roku 2012 bylo oznámen příchod montrealských umělců Tima Heckera, Moonface (Spencer Krug), Yamantaka // Sonic Titan a The Luyas.
Během torontského festivalu NXNE v roce 2013 zorganizovalo vydavatelství Paper Bag Records první Independent Label Market, jehož cílem byla spolupráce mezi nezávislými torontskými vydavatelstvími.

## Seznam interpretů (minulí i současní)
The Acorn • Andre Ethier • Austra • Born Ruffians • Broken Social Scene • Cities in Dust • CFCF • controller.controller • Cuff the Duke • The Deadly Snakes • DIANA • Elliott BROOD • FemBots • Figurines • Johan Agebjorn • Josh Reichmann Oracle Band • Laura Barrett • Little Girls • The Luyas • Magneta Lane • Mathemagic • Matthew Barber • Memphis • Moonface • Montag • Plastikman • PS I Love You • Rachel Zeffira • Rock Plaza Central • The Rural Alberta Advantage • Sally Shapiro • Slim Twig • Stars • Tim Hecker • Tokyo Police Club • Two Fingers • Uncut • Under Byen • Winter Gloves • Woodhands • Yamantaka // Sonic Titan • You Say Party • Young Galaxy

## Paper Bag Artist Management
Cuff The Duke • PS I Love You • Young Galaxy